# Top 100 Brasil
Brasil Hot 100 Airplay — официальный хит-парад музыкальных синглов Бразилии, публикуемый журналом Billboard Brasil с октября 2009 года.
Чарт включает в себя 100 позиций, распределяемых среди самых популярных в радиоэфире как бразильских, так и международных хитов различных жанров. Хит-парад строится на основе данных о радиоротации на 256 станциях Бразилии. В них входят радиостанции Сан-Паулу, Рио-де-Жанейро, Бразилиа, Кампинаса, Рибейран-Прету, Белу-Оризонти, Куритибы, Порту-Алегри, Ресифи и Салвадора.
Первой песней, возглавившей чарт, стала композиция Halo Бейонсе. Дольше всего на вершине хит-парада (27 недель) пробыла песня «I Want to Know What Love Is» Мэрайи Кэри.